# Уго Воли
Уго Воли (на италиански: Ugo Volli, р. 27 ноември 1948 г., Триест) е италиански семиотик.

## Биография
Проф. Уго Воли е роден в Триест, Италия, в еврейско семейство. През 1967 г. завършва класически лицей в същия град и след това следва философия в държавния университет в Милано. Още като студент се отличава с особени качества и през 1971 г. заедно с Умберто Еко създават първото и най-авторитетно до днес семиотично списание Quaderni di studi semiotici. През 1972 г. се дипломира и започва асистентска работа в катедрата по логика. Между 1973 и 1976 г. работи в издателство „Бомпиани“. Между 1976 и 2009 г. е постоянен театрален критик на вестник La Repubblica (но сътрудничи и на вестник L'Espresso и на списанията Panorama, L'Europeo, Epoca, „Specchio“ (седмична притурка на в. La Stampa), Il Mondo, Grazia, неаполитанското издание на Il Mattino и Avvenire Avvenire).
Между 2006 и 2012 г. е президент на реформистката синагога „Лев Чадаш“ („Ново сърце“). Воли пише по проблеми на юдаизма и Близкия изток в „Pagine ebraiche“, „Moqed“, „Informazione Corretta“ (на страниците на този сайт той подкрепя геополитическа теория за Еврабия на Гизеле Литман и Ориана Фалачи.
От 1983 г. преподава философия на езика във Филолого-философския факултет на Болонския университет, където води и курсовете „Структура на фигурацията“ (в DAMS, през 1976 – 1983 г.), сътрудничи и на ISTA (International School of Theatre Anthropology, ръководен от Еудженио Барба).
Преподава „Семиотика на модата“ в Болоня (1992 – 2000), „История на костюма и на модата“ (1995 – 2000) и „Семиотика“ (1994 – 2002) в Свободния университет за език и комуникации (IULM) в Милано.
Гост професор е и в Университета Браун в Провидънс, в НБУ в София, в университети в Хайфа и Хелзинки (факултета за Индустриален дизайн) и е част от различни комисии по акредитацията на изследванията в други университети.
През 2000 г. е обявен за редовен професор на Торинския университет, където преподава „Семиотика на текста“ и „Философия на комуникацията“, но и сътрудничи на други институции в Торино за авангардни изложби и други културни събития. Директор е на CIRCE (Centro Interdipartimentale di Ricerca sulla Comunicazione) на Торинския университет.

## Уго Воли в България
Проф. Воли е бил три пъти гост-професор на школите по семиотика на Нов български университет, организирани от Югоизточноевропейския център за семиотични изследвания на НБУ. Той участва в работата на Третата (септември 1997), Седмата (септември 2001) и Деветата (септември 2003) международна ранноесенна школа по семиотика на НБУ.
Нов български университет му присъжда титлата почетен доктор през юни 2010 г.

## По-важни произведения
- (ред.) La scienza e l'arte: nuove metodologie di ricerca scientifica sui fenomeni artistici, Milano: Mazzotta, 1972
- Retorica delle stelle, Roma: L'Espresso, 1979; преизд. като Il linguaggio dell'astrologia, Milano: Bompiani, 1988
- (в съавторство с Омар Калабрезе) Come si vede il telegiornale, Roma-Bari: Laterza, 1980; преизд. като Il telegiornale, istruzioni per l'uso, ivi, 1995
- La quercia del duca. Vagabondaggi teatrali, Milano: Feltrinelli, 1989
- Contro la moda, Milano: Feltrinelli, 1990
- Jeans, Milano: Lupetti, 1991
- Apologia del silenzio imperfetto: cinque riflessioni intorno alla filosofia del linguaggio, Milano: Feltrinelli, 1991
- Per il politeismo: esercizi di pluralità dei linguaggi, Milano: Feltrinelli, 1992
- Il libro della comunicazione, Milano: Il saggiatore, 1994, преизд. като Il nuovo libro della comunicazione, ivi, 2007
- Fascino: feticismi e altre idolatrie, Milano: Feltrinelli, 1997
- (съредактор с Марино Ливолси) Il televoto: la campagna elettorale in televisione, Milano: Angeli, 1997
- Block modes. Il linguaggio del corpo e della moda, Milano: Lupetti, 1998
- (съредактор с Марино Ливолси) La comunicazione politica tra prima e seconda repubblica, Milano: Angeli, 1998
- Una scrittura del corpo, Roma: Stampa alternativa, 1998
- Manuale di semiotica, Roma-Bari: Laterza, 2000, n.ed. 2007
- (съредактор с Марино Ливолси) Personalizzazione e distacco: le elezioni europee e regionali 1999, Milano: Angeli, 2000
- (в съавторство с Пиеро Тауро) Il corpo della danza, Rovereto: Osiride, 2001
- Figure del desiderio. Corpo, testo, mancanza, Milano: Raffaello Cortina, 2002
- (ред.) Culti TV: il tubo catodico e i suoi adepti, Milano: Sperling & Kupfer, 2002
- (ред.) Nel paese della pubblicità, Milano: Skira, 2003
- Semiotica della pubblicità, Roma-Bari: Laterza, 2003
- (съредактор с Росана Бонадеи) Lo sguardo del turista e il racconto dei luoghi, Milano: Angeli, 2003
- (съредактор с Марино Ливолси) L'attesa continua, Milano: Angeli, 2003
- Laboratorio di semiotica, Roma-Bari: Laterza, 2005.
- (съредактор с Марино Ливолси) Rumor e pettegolezzi: l'importanza della comunicazione informale, Milano: Angeli, 2005.
- (съредактор с Джанфранко Бететини, Омар Калабрезе, Анна Мария Лорусо и Патриция Виоли) Semiotica, antologia di testi, Milano: Cortina, 2005.
- (ред.) Superstar: 99 miti del '900, Milano: Motta, 2006.
- Lezioni di filosofia della comunicazione, Roma-Bari: Laterza 2008.
- Parole in gioco. Piccolo inventario delle idee correnti, Bologna: Compositori, 2009.
- Tsibi Geva. Il canto della terra (в съавторство с Едуардо Секи), Milano: Skira, 2010.
- Ieri, oggi, domani. Studi sulla previsione nelle scienze umane (в съавторство с Джина М. Де Мария и Масимо Леоне), Roma: Aracne, 2011.
- Domande alla Torah. Semiotica e filosofia della Bibbia ebraica, Palermo: L'epos, 2012.